# Arnold Leifert

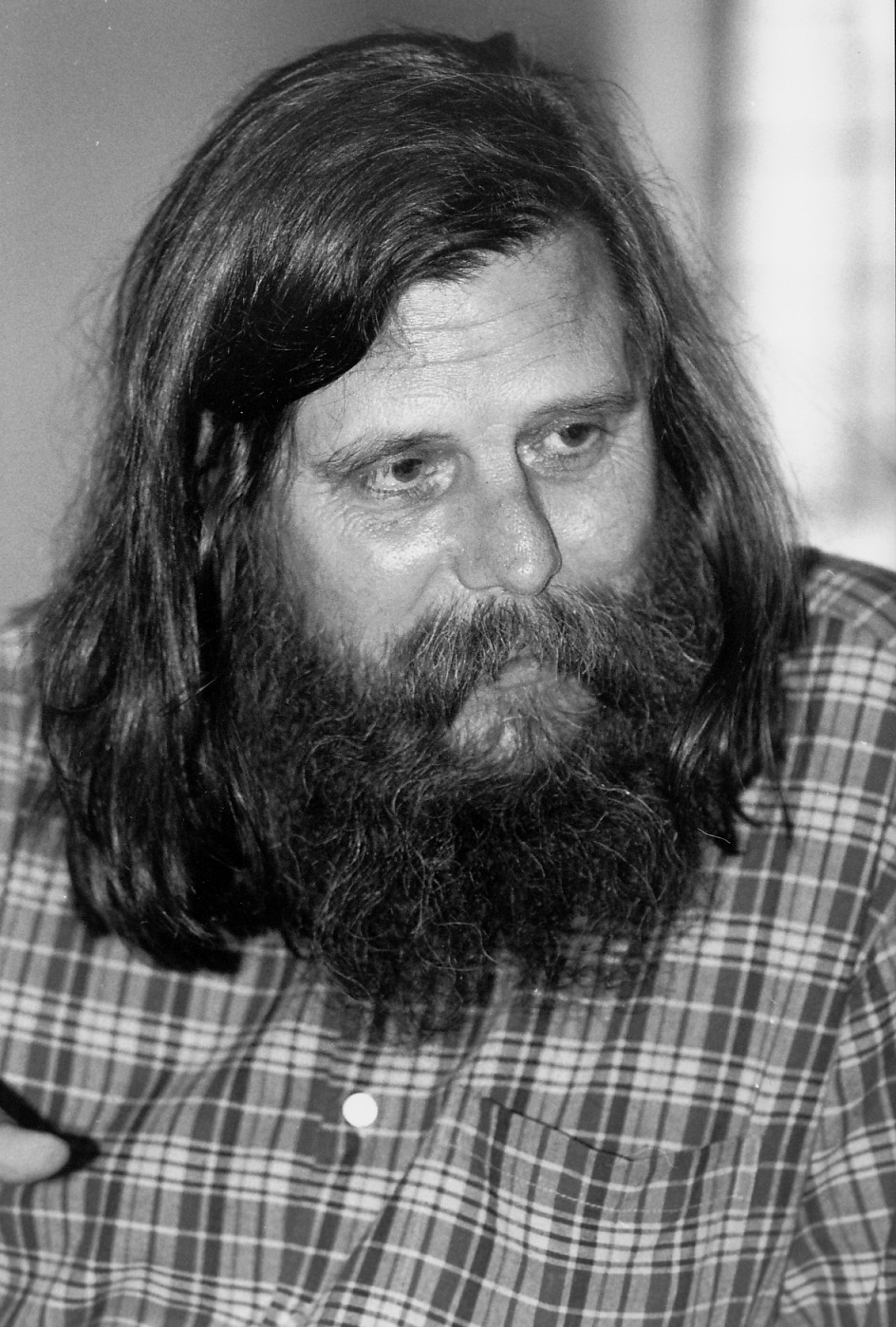
Arnold Leifert 1994

Arnold Leifert (* 24. November 1940 in Soest, Westfalen; † 6. September 2012) war ein deutscher Schriftsteller.

## Leben
Arnold Leifert studierte nach dem Abitur ab 1961 Germanistik, Philosophie und Evangelische Theologie. Ab 1970 war er Religionslehrer am Montessori-Gymnasium in Köln. Von 1987 bis 1996 war er Lehrer an einer Realschule in Overath, danach war er freier Schriftsteller. Ab 1974 lebte er auf einem Bauernhof im bergischen Much.
Arnold Leifert war seit den 1960er Jahren schriftstellerisch tätig. Er war Verfasser von Gedichten, Erzählungen, Essays und Hörspielen sowie übersetzt aus dem Englischen und Niederländischen. Daneben war er aktiv im literarischen Leben der Stadt Siegburg, wo er ab 1981 eine literarische Werkstatt leitete und der Jury des Rheinischen Literaturpreises Siegburg angehörte. In den 1970er Jahren präsentierte Leifert seine Texte auf einer Tournee mit der Deutschrock-Band Franz K., in den 1980er Jahren arbeitete er mit der von ihm gegründeten Gruppe Hohnleben zusammen und ab 1995 trat er mit der Akkordeonistin Cathrin Pfeifer auf.
Seit 2004 bildet die Freilandpräsentation von Tafeln mit Gedichten Leiferts den Lyrikweg, einen Wanderweg in der Gemeinde Much.
Arnold Leifert war Mitglied des Verbandes Deutscher Schriftsteller, des PEN-Zentrums der Niederlande und des Berliner Arbeitskreises Literatur Um Welt.

## Auszeichnungen
- 1976 Förderpreis für Literatur der Stadt Köln
- 1989 Literaturpreis Umwelt des Landes Nordrhein-Westfalen
- 1994 Wolfener Literaturpreis
- 1996 Haidhauser Werkstattpreis des Münchner Literaturbüros

## Werke
- Signale im Verteidigungsfall, Gedichte. S. Fischer Verlag, Frankfurt am Main 1974
- Damit der Stein wächst, Gedichte. Horlemann Verlag, Unkel/Rhein [u. a.] 1994
- Natur? – Sich verbünden mit dem, was noch ist. Ein Essay. Bad Honnef: Horlemann 1996
- Wenn wach genug wir sind, Gedichte. Horlemann Verlag, Unkel/Rhein [u. a.] 1997
- Man könnte doch einfach das Pferd satteln, Gedicht. Edition Wort und Bild, Bochum 2001
- Bleibt zu hoffen der Schnee, Gedichte aus drei Jahrzehnten. Edition Wort und Bild, Bochum 2002
- Brennnesselreservate. Lyrik & Akkordeon. Mit Cathrin Pfeifer. Unkel (Rhein)/Bad Honnef: Horlemann 2003 (Audio-CD)
- Signale im Verteidigungsfall. Gedichte und ein Essay mit Bildern von Eitel Schwarzer. München: Allitera 2004 (Lyrik Edition 2000) – erweiterte Neuauflage des Bandes von 1974
- Installation Lyrikweg Much (2004)
- Wozu Literatur? – Der literarische Text als Geschehnis, Essay (online). Glarean Magazin 2008
- Die Gewissheit der Walnüsse, Gedichte. Lyrikedition 2000, München 2010

 Anthologien und Literaturzeitschriften (Auswahl) 
- Ralph Grüneberger (Hg.)/Gesellschaft für zeitgenössische Lyrik. Poesiealbum neu. Ausgabe 1/2011.

Herausgeberschaft
- montags, Siegburg 2002

Übersetzungen
- ... und auf den Straßen eine Pest: Junge nigerianische Lyrik, Horlemann Verlag, Unkel/Rhein [u. a.] 1996 (mit Karin Clark)